# Cithaerias cissa
Cithaerias cissa är en fjärilsart som beskrevs av Jacob Hübner 1819. Cithaerias cissa ingår i släktet Cithaerias och familjen praktfjärilar. Inga underarter finns listade i Catalogue of Life.